# Harald Kurz

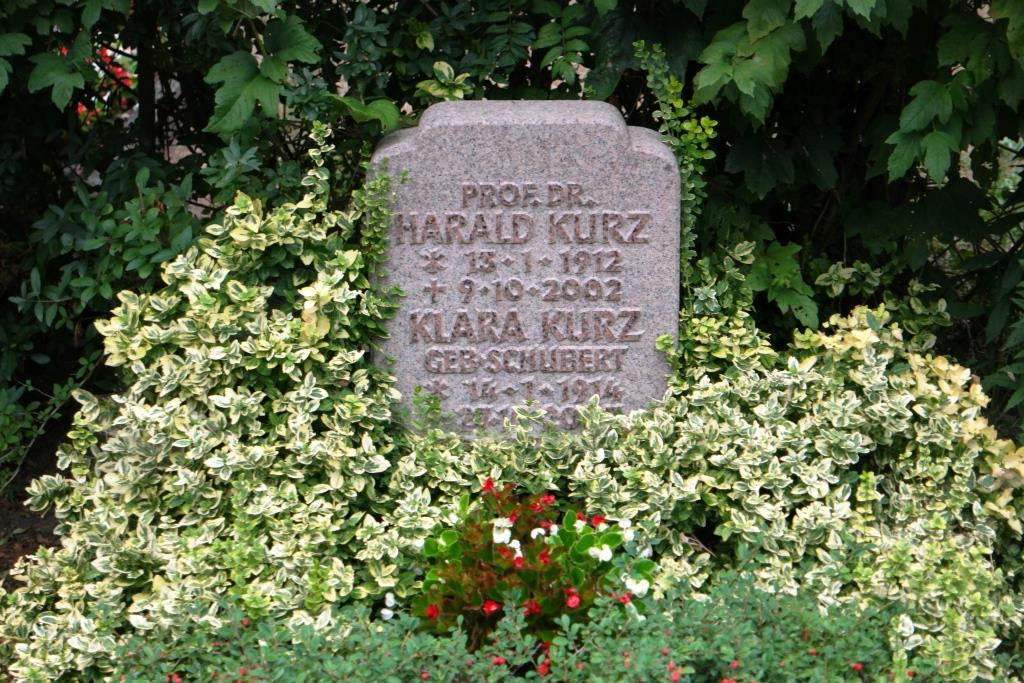
Grab von Harald Kurz auf dem Friedhof Radebeul-West

Harald Kurz (* 13. Januar 1912 in Teplitz; † 9. Oktober 2002) war ein deutscher Verkehrswissenschaftler, Professor für Verkehrswissenschaft, technischer Autor und Modellbahnkonstrukteur.

## Leben
Kurz verbrachte seine Jugend in Dresden, wo er 1937 sein Bauingenieurstudium an der dortigen Technischen Hochschule abschloss. Die folgenden zwei Jahre arbeitete Kurz für die sächsische Landesregierung und ab 1939 bis zum Ende des Zweiten Weltkriegs auf dem Flugplatz Peenemünde. Ab 1945 ging Kurz nach Sachsen zurück, wo er als Mitarbeiter der sächsischen Hochbaudirektion am Wiederaufbau von Zwinger und Katholischer Hofkirche beteiligt war. 
1949 wechselte er zu einer wissenschaftlichen Karriere und promovierte 1952 mit einer Dissertation über „Grundlagen der Modellbahntechnik“. Unter dem gleichen Namen veröffentlichte er ein zweibändiges Standardwerk, das die Entwicklung der Modellbahntechnik anhand zahlreicher zeitgenössischer Beispiele und seinen Forschungsarbeiten beschrieb. Zwischen 1962 und 1977 hatte Kurz die Professur für Industrieverkehr an der Dresdner Hochschule für Verkehrswesen  HfV „Friedrich List“ inne. Er war maßgeblich am Ausbau des dortigen Eisenbahnbetriebsfeldes beteiligt.
Ab 1968 wohnte Kurz in Radebeul, wo er in seinem Garten eine weithin bekannte Gartenbahnanlage errichtete. Daneben war der „Modellbahn-Professor“ ab 1975 Mitglied des Modelleisenbahnclubs Radebeul-Kötzschenbroda, den er maßgeblich förderte. Neben seiner international anerkannten Tätigkeit als Modellbahnkonstrukteur war Kurz ab 1971 für 15 Jahre Leiter des technischen Ausschusses, abgekürzt TK, des Verbandes der Modelleisenbahner und Eisenbahnfreunde Europas, abgekürzt MOROP. In dieser Zeit entstanden unter seiner Federführung zahlreiche Normen, Empfehlungen und Dokumentationen unter dem Begriff Normen Europäischer Modellbahnen, abgekürzt NEM.
Im Oktober 2002 verstarb Kurz „an den Folgen eines tragischen Unfalls“. Er wurde auf dem Friedhof Radebeul-West beerdigt.